# Frederik Willem van Nassau-Weilburg
Frederik Willem van Nassau-Weilburg (Den Haag, 25 oktober 1768 - Weilburg, 9 januari 1816) was vorst van Nassau-Weilburg, een deel van het graafschap Nassau. Sinds 1806 was hij vorst van het hertogdom Nassau als mederegent van hertog Frederik August. Hij stamt uit de Walramse Linie van het Huis Nassau.

## Biografie
Frederik Willem was de vierde, maar oudst overlevende, zoon van vorst Karel Christiaan van Nassau-Weilburg en Carolina van Oranje-Nassau, dochter van prins Willem IV van Oranje-Nassau en Anna van Hannover.
Frederik Willem werd na het overlijden van zijn broer Lodewijk in 1770 erfprins. Hij volgde Lodewijk ook op als kolonel van het Overijsselse regiment cavalerie en werd tevens kapitein der grenadiers van het Staatse leger, tot 1784. Tot slot volgde hij Lodewijk op als proost van Sint-Jan te Utrecht, wat hij bleef tot de opheffing van deze functie in 1795. Hij werd ridder in de Orde van de Olifant.
Frederik Willem volgde in 1788 zijn vader op als vorst van Nassau-Weilburg. Hij stond tot 1789 onder regentschap. Na de bezetting van het nabijgelegen Mainz door de Fransen vluchtte Frederik Willem in 1793 uit Slot Kirchheimbolanden, de door zijn vader aanvullend op Weilburg nieuw gebouwde residentie, naar Bayreuth. Daarmee eindigde voor het slot de functie als vorstelijke residentie, en daarmee ook de heerschappij van de vorsten van Nassau-Weilburg over deze regio.
Door zijn huwelijk verkreeg Frederik Willem in 1799 het graafschap Sayn-Hachenburg en het burggraafschap Kirchberg.
Frederik Willem verkreeg in 1803 bij de opheffing van het keizerrijk:
1. Bezittingen van de keurvorst van Trier: de ambten Wellmich, Hammerstein (met Irlich), Engers, Ehrenbreitstein, Vallendar, Sayn, Hersbach, Grenzau, Montabaur, Limburg en een deel van Boppard (Kamp en Niederkester).
2. De delen van de keurvorst van Trier van de ambten Camberg (¼), Wehrheim (½), van de dorpen Mensfelden (5/6), Eisenbach (¼) en Hasselbach (¾), van de rijksabdij Arnstein, en van de gemediatiseerde abdijen Schönau en Mariestadt.[1]

Frederik Willem trad in 1806 toe tot de Rijnbond en wist zo de annexatie van zijn grondgebied door Napoleon te verhinderen. Met zijn achterneef Frederik August van Nassau-Usingen stond hij bij de formatie van deze Rijnbond (juli 1806) aan Frankrijk af: Kastel en Kostheim, en aan het groothertogdom Berg: Königswinter, Vilich, Deuz en Linz. Frederik August en Frederik Willem regeerden gemeenschappelijk het nieuwe hertogdom Nassau (Frederik August droeg de titel hertog, Frederik Willem de titel vorst), dat was gevormd door samenvoeging van hun verenigde vroegere gebieden en vergroot met de aanwinsten door hun toetreding tot de Rijnbond, te weten de soevereiniteit over:
- Het graafschap Holzappel en de heerlijkheid Schaumburg.
- Het deel van het graafschap Wied-Runkel ten zuiden van de Lahn en de ambten Dierdorf, Altenwied en Neuerburg.
- Het deel van het graafschap Diez dat bezit was van Willem VI van Oranje-Nassau (ambten Diez, Dauborn en Marienberg) en het deel dat Willem VI van Oranje-Nassau bezat van Nassau, Camberg, Wehrheim, Mensfelden, Eisenbach, Bad Ems, Kirberg, alsmede de ambten Burbach en Neunkirchen.
- Het graafschap Wied-Runkel (ambten Grenzhausen, Heddesdorf en de stad Neuwied).
- Bepaalde goederen van de vorsten van Solms: de ambten Braunfels, Greifenstein en Hohensolms.
- En tot slot:
  - Van de graven von Bassenheim: de heerlijkheden Reifenberg en Kransberg.
  - Van de vorsten von der Leyen: de heerlijkheden Fachbach, Müllen en Nievern.
  - Van de baronnen von Stein: de heerlijkheden Frücht en Sweighausen.
  - Van de familie von Boos-Waldeck: Wasenbach.
  - Van de familie von Preuschen: Osterspai.
  - Van de familie von Sickingen: Sauerthal.
  - Van de familie von Marioth: Langenau.
  - Van de familie von Coudenhove: Niederhofheim.
  - Van de familie von Schönborn-Frankenstein: Dornassenheim.[1]

Frederik August en Frederik Willem waren verlichte en liberale heersers die, door middel van hervormingen, zoals de afschaffing van belastingprivileges van de adel, de invoering van persvrijheid en de bepaling alle burgers voor de wet gelijk waren, een moderne staat stichtten. Ze schaften in 1808 de lijfeigenschap af, vaardigden in 1811 een op gelijkheid van heffing gebaseerde belastingwet uit, en schonken hun land op 1 en 2 september 1814 als eerste Duitse vorsten een grondwet die voorzag in een landdag.
Na de zich aftekenende nederlaag van Napoleon konden Frederik August en Frederik Willem door een tijdige wisseling van partij de soevereiniteit van hun land ook in de Duitse Bond redden. Bij verdrag van 26 november 1813/14 juli 1814 gaf het hertogdom Nassau aan Willem VI van Oranje-Nassau (dan inmiddels soeverein vorst Willem Frederik der Nederlanden) de ambten Burbach en Neunkirchen en diens deel van het graafschap Diez terug en stond het het gehele ambt Kirberg en het dorp Mensfelden af, alsmede een deel van het ambt Camberg. Als tegenprestatie erkende Willem Frederik het totale bezit van de ambten Nassau en Wehrheim door het hertogdom Nassau. Kasteel Nassau bleef gemeenschappelijk bezit van de Walramse en de Ottoonse Linie. Op 31 mei 1815 tekende Frederik August een verdrag met Pruisen over ruil van bezittingen. Nassause troepen namen op 18 juni 1815 onder het bevel van Arthur Wellesley, hertog van Wellington, deel aan de Slag bij Waterloo tegen Napoleon. Ter herdenking van deze gebeurtenis werd 50 jaar na de slag op de Luisenplatz in Wiesbaden een monument opgericht.
Al bij de vorming van het hertogdom Nassau was het duidelijk dat Frederik August zonder mannelijke erfgenamen zou blijven, zijn twee zoons waren reeds jong overleden. Het was dus te verwachten dat de waardigheid van de hertog zou toevallen aan Frederik Willem. Daartoe kwam het echter niet omdat Frederik Willem op 9 januari 1816 op 47-jarige leeftijd door een val van een trap in Slot Weilburg om het leven kwam. Frederik August overleed slechts een paar weken later, op 24 maart 1816, zodat Frederik Willems zoon Willem hertog werd, voor wie zijn vader in de Wilhelmstrasse in Wiesbaden vanaf 1813 het Erfprinsenpaleis had gebouwd, dat nu niet meer betrokken werd. Frederik Willem werd begraven in de Slotkerk te Weilburg.

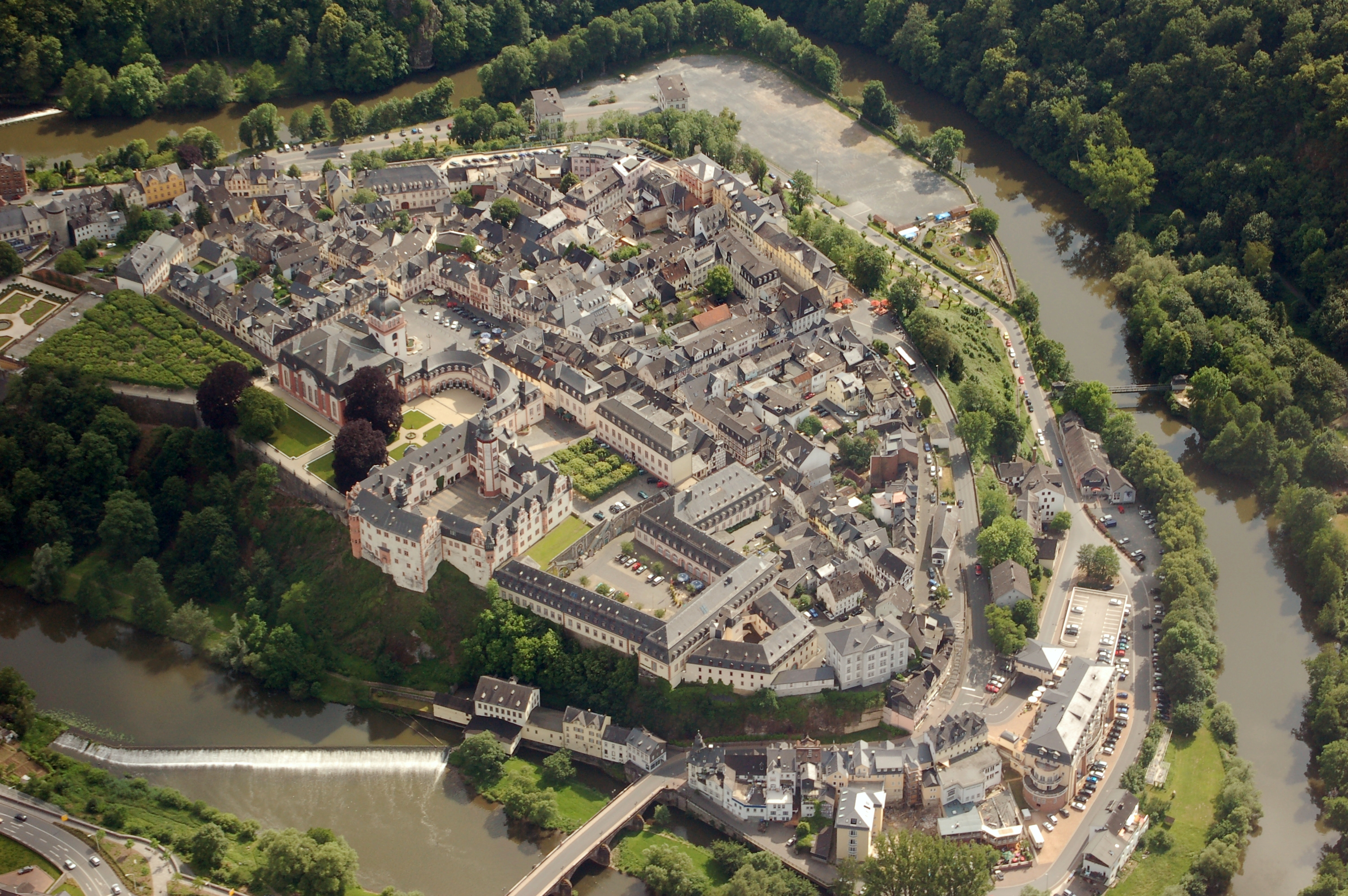
Luchtopname van Weilburg met het slot en de Slotkerk
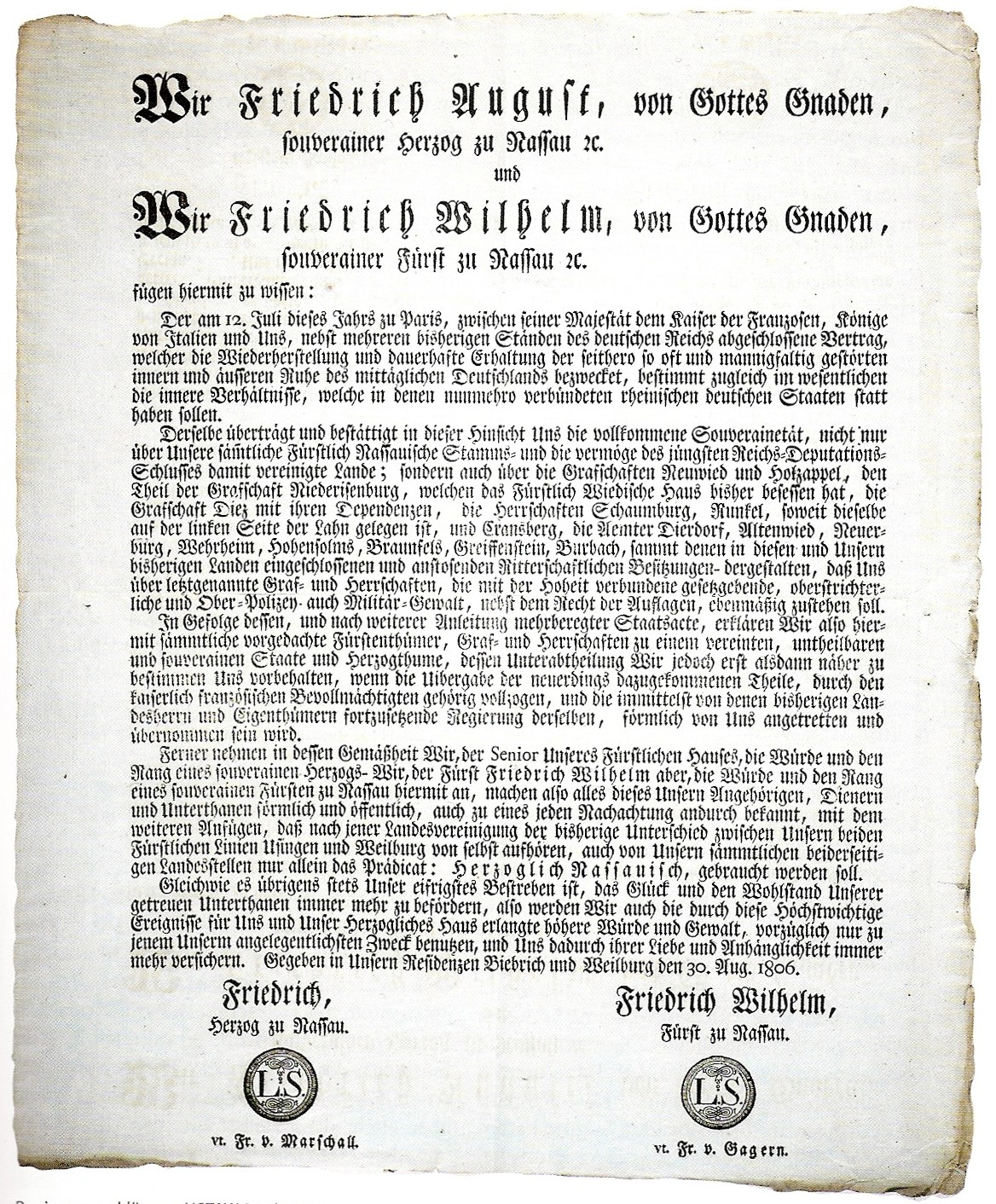
De stichtingsoorkonde van het hertogdom Nassau
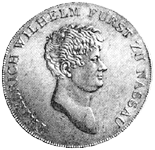
Munt met afbeelding van Frederik Willem

## Huwelijk en kinderen
Frederik Willem huwde te Hachenburg op 31 juli 1788 met Louise Isabella Alexandrina Augusta van Sayn-Hachenburg (Hachenburg, 29 april 1772 - Wenen, 6 januari 1827), dochter van graaf Willem George van Sayn-Hachenburg en prinses Isabella Augusta Reuß zu Greiz.

Uit dit huwelijk werden de volgende kinderen geboren:
1. Willem George August Hendrik Belgicus (Kirchheimbolanden, 14 juni 1792[8] - Kissingen, 20 augustus 1839),[9] volgde zijn vader op.
2. Augusta Louise Wilhelmina (Weilburg, 5 januari 1794[10] - Weilburg, 11 april 1796).[11]
3. Henriëtte Alexandrina Frederica Wilhelmina (Schloss Eremitage bij Bayreuth, 30 oktober 1797[12] - Wenen, 29 december 1829),[13] huwde te Weilburg op 17 september 1815[14] met aartshertog Karel Lodewijk Johan Jozef Lorenz van Oostenrijk, hertog van Teschen (Florence, 5 september 1771 - Wenen, 30 april 1847).[2][3][15]
4. Frederik Willem (Bayreuth, 15 december 1799[16] - Wenen, 6 januari 1845),[17] huwde (morganatisch) in Zwitserland in 1840[18] met Anna Ritter, Edle von Vallyemare[19] (Wenen, 21 juni 1802[20] - Parijs, 19 juli 1864).[21]

## Kwartierstaat
| Johan Ernst van Nassau-Weilburg (1664-1719) | Johan Ernst van Nassau-Weilburg (1664-1719) | Johan Ernst van Nassau-Weilburg (1664-1719) | Johan Ernst van Nassau-Weilburg (1664-1719) | Johan Ernst van Nassau-Weilburg (1664-1719)  | Johan Ernst van Nassau-Weilburg (1664-1719)  | Maria Polyxena van Leiningen-Dachsburg-Hartenburg (1662-1725) | Maria Polyxena van Leiningen-Dachsburg-Hartenburg (1662-1725) | Maria Polyxena van Leiningen-Dachsburg-Hartenburg (1662-1725) | Maria Polyxena van Leiningen-Dachsburg-Hartenburg (1662-1725) | Maria Polyxena van Leiningen-Dachsburg-Hartenburg (1662-1725) | Maria Polyxena van Leiningen-Dachsburg-Hartenburg (1662-1725) |                                                  |                                                  | George August Samuel van Nassau-Idstein (1665-1721) | George August Samuel van Nassau-Idstein (1665-1721) | George August Samuel van Nassau-Idstein (1665-1721) | George August Samuel van Nassau-Idstein (1665-1721) | George August Samuel van Nassau-Idstein (1665-1721) | George August Samuel van Nassau-Idstein (1665-1721) | Henriette Dorothea van Oettingen-Oettingen (1672-1728) | Henriette Dorothea van Oettingen-Oettingen (1672-1728) | Henriette Dorothea van Oettingen-Oettingen (1672-1728) | Henriette Dorothea van Oettingen-Oettingen (1672-1728) | Henriette Dorothea van Oettingen-Oettingen (1672-1728) | Henriette Dorothea van Oettingen-Oettingen (1672-1728) |                                          |                                          | Johan Willem Friso van Nassau-Dietz (1687–1711) | Johan Willem Friso van Nassau-Dietz (1687–1711) | Johan Willem Friso van Nassau-Dietz (1687–1711) | Johan Willem Friso van Nassau-Dietz (1687–1711) | Johan Willem Friso van Nassau-Dietz (1687–1711) | Johan Willem Friso van Nassau-Dietz (1687–1711) | Maria Louise van Hessen-Kassel (1688-1765) | Maria Louise van Hessen-Kassel (1688-1765) | Maria Louise van Hessen-Kassel (1688-1765) | Maria Louise van Hessen-Kassel (1688-1765) | Maria Louise van Hessen-Kassel (1688-1765) | Maria Louise van Hessen-Kassel (1688-1765) |                                           |                                           | George II van Groot-Brittannië (1683-1760) | George II van Groot-Brittannië (1683-1760) | George II van Groot-Brittannië (1683-1760) | George II van Groot-Brittannië (1683-1760) | George II van Groot-Brittannië (1683-1760) | George II van Groot-Brittannië (1683-1760) | Caroline van Brandenburg-Ansbach (1683-1737)     | Caroline van Brandenburg-Ansbach (1683-1737)     | Caroline van Brandenburg-Ansbach (1683-1737)     | Caroline van Brandenburg-Ansbach (1683-1737)     | Caroline van Brandenburg-Ansbach (1683-1737)     | Caroline van Brandenburg-Ansbach (1683-1737)     |  |  |  |  |  |  |  |  |  |  |  |  |  |  |  |  |  |  |  |  |  |  |  |  |  |  |  |  |  |  |  |  |  |  |  |  |  |  |  |  |  |  |  |  |  |  |  |  |
| Johan Ernst van Nassau-Weilburg (1664-1719) | Johan Ernst van Nassau-Weilburg (1664-1719) | Johan Ernst van Nassau-Weilburg (1664-1719) | Johan Ernst van Nassau-Weilburg (1664-1719) | Johan Ernst van Nassau-Weilburg (1664-1719)  | Johan Ernst van Nassau-Weilburg (1664-1719)  | Maria Polyxena van Leiningen-Dachsburg-Hartenburg (1662-1725) | Maria Polyxena van Leiningen-Dachsburg-Hartenburg (1662-1725) | Maria Polyxena van Leiningen-Dachsburg-Hartenburg (1662-1725) | Maria Polyxena van Leiningen-Dachsburg-Hartenburg (1662-1725) | Maria Polyxena van Leiningen-Dachsburg-Hartenburg (1662-1725) | Maria Polyxena van Leiningen-Dachsburg-Hartenburg (1662-1725) |                                                  |                                                  | George August Samuel van Nassau-Idstein (1665-1721) | George August Samuel van Nassau-Idstein (1665-1721) | George August Samuel van Nassau-Idstein (1665-1721) | George August Samuel van Nassau-Idstein (1665-1721) | George August Samuel van Nassau-Idstein (1665-1721) | George August Samuel van Nassau-Idstein (1665-1721) | Henriette Dorothea van Oettingen-Oettingen (1672-1728) | Henriette Dorothea van Oettingen-Oettingen (1672-1728) | Henriette Dorothea van Oettingen-Oettingen (1672-1728) | Henriette Dorothea van Oettingen-Oettingen (1672-1728) | Henriette Dorothea van Oettingen-Oettingen (1672-1728) | Henriette Dorothea van Oettingen-Oettingen (1672-1728) |                                          |                                          | Johan Willem Friso van Nassau-Dietz (1687–1711) | Johan Willem Friso van Nassau-Dietz (1687–1711) | Johan Willem Friso van Nassau-Dietz (1687–1711) | Johan Willem Friso van Nassau-Dietz (1687–1711) | Johan Willem Friso van Nassau-Dietz (1687–1711) | Johan Willem Friso van Nassau-Dietz (1687–1711) | Maria Louise van Hessen-Kassel (1688-1765) | Maria Louise van Hessen-Kassel (1688-1765) | Maria Louise van Hessen-Kassel (1688-1765) | Maria Louise van Hessen-Kassel (1688-1765) | Maria Louise van Hessen-Kassel (1688-1765) | Maria Louise van Hessen-Kassel (1688-1765) |                                           |                                           | George II van Groot-Brittannië (1683-1760) | George II van Groot-Brittannië (1683-1760) | George II van Groot-Brittannië (1683-1760) | George II van Groot-Brittannië (1683-1760) | George II van Groot-Brittannië (1683-1760) | George II van Groot-Brittannië (1683-1760) | Caroline van Brandenburg-Ansbach (1683-1737)     | Caroline van Brandenburg-Ansbach (1683-1737)     | Caroline van Brandenburg-Ansbach (1683-1737)     | Caroline van Brandenburg-Ansbach (1683-1737)     | Caroline van Brandenburg-Ansbach (1683-1737)     | Caroline van Brandenburg-Ansbach (1683-1737)     |  |  |  |  |  |  |  |  |  |  |  |  |  |  |  |  |  |  |  |  |  |  |  |  |  |  |  |  |  |  |  |  |  |  |  |  |  |  |  |  |  |  |  |  |  |  |  |  |
|                                             |                                             |                                             |                                             |                                              |                                              |                                                               |                                                               |                                                               |                                                               |                                                               |                                                               |                                                  |                                                  |                                                     |                                                     |                                                     |                                                     |                                                     |                                                     |                                                        |                                                        |                                                        |                                                        |                                                        |                                                        |                                          |                                          |                                                 |                                                 |                                                 |                                                 |                                                 |                                                 |                                            |                                            |                                            |                                            |                                            |                                            |                                           |                                           |                                            |                                            |                                            |                                            |                                            |                                            |                                                  |                                                  |                                                  |                                                  |                                                  |                                                  |  |  |  |  |  |  |  |  |  |  |  |  |  |  |  |  |  |  |  |  |  |  |  |  |  |  |  |  |  |  |  |  |  |  |  |  |  |  |  |  |  |  |  |  |  |  |  |  |
|                                             |                                             |                                             |                                             | Karel August van Nassau-Weilburg (1685-1753) | Karel August van Nassau-Weilburg (1685-1753) | Karel August van Nassau-Weilburg (1685-1753)                  | Karel August van Nassau-Weilburg (1685-1753)                  | Karel August van Nassau-Weilburg (1685-1753)                  | Karel August van Nassau-Weilburg (1685-1753)                  |                                                               |                                                               |                                                  |                                                  |                                                     |                                                     | Augusta Frederica van Nassau-Idstein (1699–1750)    | Augusta Frederica van Nassau-Idstein (1699–1750)    | Augusta Frederica van Nassau-Idstein (1699–1750)    | Augusta Frederica van Nassau-Idstein (1699–1750)    | Augusta Frederica van Nassau-Idstein (1699–1750)       | Augusta Frederica van Nassau-Idstein (1699–1750)       |                                                        |                                                        |                                                        |                                                        |                                          |                                          |                                                 |                                                 |                                                 |                                                 | Willem IV van Oranje-Nassau (1711-1751)         | Willem IV van Oranje-Nassau (1711-1751)         | Willem IV van Oranje-Nassau (1711-1751)    | Willem IV van Oranje-Nassau (1711-1751)    | Willem IV van Oranje-Nassau (1711-1751)    | Willem IV van Oranje-Nassau (1711-1751)    |                                            |                                            |                                           |                                           |                                            |                                            | Anna van Hannover (1709-1759)              | Anna van Hannover (1709-1759)              | Anna van Hannover (1709-1759)              | Anna van Hannover (1709-1759)              | Anna van Hannover (1709-1759)                    | Anna van Hannover (1709-1759)                    |                                                  |                                                  |                                                  |                                                  |  |  |  |  |  |  |  |  |  |  |  |  |  |  |  |  |  |  |  |  |  |  |  |  |  |  |  |  |  |  |  |  |  |  |  |  |  |  |  |  |  |  |  |  |  |  |  |  |
|                                             |                                             |                                             |                                             | Karel August van Nassau-Weilburg (1685-1753) | Karel August van Nassau-Weilburg (1685-1753) | Karel August van Nassau-Weilburg (1685-1753)                  | Karel August van Nassau-Weilburg (1685-1753)                  | Karel August van Nassau-Weilburg (1685-1753)                  | Karel August van Nassau-Weilburg (1685-1753)                  |                                                               |                                                               |                                                  |                                                  |                                                     |                                                     | Augusta Frederica van Nassau-Idstein (1699–1750)    | Augusta Frederica van Nassau-Idstein (1699–1750)    | Augusta Frederica van Nassau-Idstein (1699–1750)    | Augusta Frederica van Nassau-Idstein (1699–1750)    | Augusta Frederica van Nassau-Idstein (1699–1750)       | Augusta Frederica van Nassau-Idstein (1699–1750)       |                                                        |                                                        |                                                        |                                                        |                                          |                                          |                                                 |                                                 |                                                 |                                                 | Willem IV van Oranje-Nassau (1711-1751)         | Willem IV van Oranje-Nassau (1711-1751)         | Willem IV van Oranje-Nassau (1711-1751)    | Willem IV van Oranje-Nassau (1711-1751)    | Willem IV van Oranje-Nassau (1711-1751)    | Willem IV van Oranje-Nassau (1711-1751)    |                                            |                                            |                                           |                                           |                                            |                                            | Anna van Hannover (1709-1759)              | Anna van Hannover (1709-1759)              | Anna van Hannover (1709-1759)              | Anna van Hannover (1709-1759)              | Anna van Hannover (1709-1759)                    | Anna van Hannover (1709-1759)                    |                                                  |                                                  |                                                  |                                                  |  |  |  |  |  |  |  |  |  |  |  |  |  |  |  |  |  |  |  |  |  |  |  |  |  |  |  |  |  |  |  |  |  |  |  |  |  |  |  |  |  |  |  |  |  |  |  |  |
|                                             |                                             |                                             |                                             |                                              |                                              |                                                               |                                                               |                                                               |                                                               | Karel Christiaan van Nassau-Weilburg (1735-1788)              | Karel Christiaan van Nassau-Weilburg (1735-1788)              | Karel Christiaan van Nassau-Weilburg (1735-1788) | Karel Christiaan van Nassau-Weilburg (1735-1788) | Karel Christiaan van Nassau-Weilburg (1735-1788)    | Karel Christiaan van Nassau-Weilburg (1735-1788)    |                                                     |                                                     |                                                     |                                                     |                                                        |                                                        |                                                        |                                                        |                                                        |                                                        |                                          |                                          |                                                 |                                                 |                                                 |                                                 |                                                 |                                                 |                                            |                                            |                                            |                                            | Carolina van Oranje-Nassau (1743–1787)     | Carolina van Oranje-Nassau (1743–1787)     | Carolina van Oranje-Nassau (1743–1787)    | Carolina van Oranje-Nassau (1743–1787)    | Carolina van Oranje-Nassau (1743–1787)     | Carolina van Oranje-Nassau (1743–1787)     |                                            |                                            |                                            |                                            |                                                  |                                                  |                                                  |                                                  |                                                  |                                                  |  |  |  |  |  |  |  |  |  |  |  |  |  |  |  |  |  |  |  |  |  |  |  |  |  |  |  |  |  |  |  |  |  |  |  |  |  |  |  |  |  |  |  |  |  |  |  |  |
|                                             |                                             |                                             |                                             |                                              |                                              |                                                               |                                                               |                                                               |                                                               | Karel Christiaan van Nassau-Weilburg (1735-1788)              | Karel Christiaan van Nassau-Weilburg (1735-1788)              | Karel Christiaan van Nassau-Weilburg (1735-1788) | Karel Christiaan van Nassau-Weilburg (1735-1788) | Karel Christiaan van Nassau-Weilburg (1735-1788)    | Karel Christiaan van Nassau-Weilburg (1735-1788)    |                                                     |                                                     |                                                     |                                                     |                                                        |                                                        |                                                        |                                                        |                                                        |                                                        |                                          |                                          |                                                 |                                                 |                                                 |                                                 |                                                 |                                                 |                                            |                                            |                                            |                                            | Carolina van Oranje-Nassau (1743–1787)     | Carolina van Oranje-Nassau (1743–1787)     | Carolina van Oranje-Nassau (1743–1787)    | Carolina van Oranje-Nassau (1743–1787)    | Carolina van Oranje-Nassau (1743–1787)     | Carolina van Oranje-Nassau (1743–1787)     |                                            |                                            |                                            |                                            |                                                  |                                                  |                                                  |                                                  |                                                  |                                                  |  |  |  |  |  |  |  |  |  |  |  |  |  |  |  |  |  |  |  |  |  |  |  |  |  |  |  |  |  |  |  |  |  |  |  |  |  |  |  |  |  |  |  |  |  |  |  |  |
|                                             |                                             |                                             |                                             |                                              |                                              |                                                               |                                                               |                                                               |                                                               |                                                               |                                                               |                                                  |                                                  |                                                     |                                                     |                                                     |                                                     |                                                     |                                                     |                                                        |                                                        |                                                        |                                                        |                                                        |                                                        |                                          |                                          |                                                 |                                                 |                                                 |                                                 |                                                 |                                                 |                                            |                                            |                                            |                                            |                                            |                                            |                                           |                                           |                                            |                                            |                                            |                                            |                                            |                                            |                                                  |                                                  |                                                  |                                                  |                                                  |                                                  |  |  |  |  |  |  |  |  |  |  |  |  |  |  |  |  |  |  |  |  |  |  |  |  |  |  |  |  |  |  |  |  |  |  |  |  |  |  |  |  |  |  |  |  |  |  |  |  |
|                                             |                                             |                                             |                                             |                                              |                                              |                                                               |                                                               |                                                               |                                                               |                                                               |                                                               |                                                  |                                                  |                                                     |                                                     |                                                     |                                                     |                                                     |                                                     |                                                        |                                                        |                                                        |                                                        |                                                        |                                                        |                                          |                                          |                                                 |                                                 |                                                 |                                                 |                                                 |                                                 |                                            |                                            |                                            |                                            |                                            |                                            |                                           |                                           |                                            |                                            |                                            |                                            |                                            |                                            |                                                  |                                                  |                                                  |                                                  |                                                  |                                                  |  |  |  |  |  |  |  |  |  |  |  |  |  |  |  |  |  |  |  |  |  |  |  |  |  |  |  |  |  |  |  |  |  |  |  |  |  |  |  |  |  |  |  |  |  |  |  |  |
| Maria van Nassau-Weilburg (1664-1802)       | Maria van Nassau-Weilburg (1664-1802)       | Maria van Nassau-Weilburg (1664-1802)       | Maria van Nassau-Weilburg (1664-1802)       | Maria van Nassau-Weilburg (1664-1802)        | Maria van Nassau-Weilburg (1664-1802)        |                                                               |                                                               | Louise van Nassau-Weilburg (1765-1837)                        | Louise van Nassau-Weilburg (1765-1837)                        | Louise van Nassau-Weilburg (1765-1837)                        | Louise van Nassau-Weilburg (1765-1837)                        | Louise van Nassau-Weilburg (1765-1837)           | Louise van Nassau-Weilburg (1765-1837)           |                                                     |                                                     | Frederik Willem van Nassau-Weilburg (1768-1816)     | Frederik Willem van Nassau-Weilburg (1768-1816)     | Frederik Willem van Nassau-Weilburg (1768-1816)     | Frederik Willem van Nassau-Weilburg (1768-1816)     | Frederik Willem van Nassau-Weilburg (1768-1816)        | Frederik Willem van Nassau-Weilburg (1768-1816)        |                                                        |                                                        | Carolina van Nassau-Weilburg (1770-1828)               | Carolina van Nassau-Weilburg (1770-1828)               | Carolina van Nassau-Weilburg (1770-1828) | Carolina van Nassau-Weilburg (1770-1828) | Carolina van Nassau-Weilburg (1770-1828)        | Carolina van Nassau-Weilburg (1770-1828)        |                                                 |                                                 | Karel van Nassau-Weilburg (1775-1807)           | Karel van Nassau-Weilburg (1775-1807)           | Karel van Nassau-Weilburg (1775-1807)      | Karel van Nassau-Weilburg (1775-1807)      | Karel van Nassau-Weilburg (1775-1807)      | Karel van Nassau-Weilburg (1775-1807)      |                                            |                                            | Henriëtte van Nassau-Weilburg (1780-1857) | Henriëtte van Nassau-Weilburg (1780-1857) | Henriëtte van Nassau-Weilburg (1780-1857)  | Henriëtte van Nassau-Weilburg (1780-1857)  | Henriëtte van Nassau-Weilburg (1780-1857)  | Henriëtte van Nassau-Weilburg (1780-1857)  |                                            |                                            | ... + nog 1 zusters en 8 jong overleden kinderen | ... + nog 1 zusters en 8 jong overleden kinderen | ... + nog 1 zusters en 8 jong overleden kinderen | ... + nog 1 zusters en 8 jong overleden kinderen | ... + nog 1 zusters en 8 jong overleden kinderen | ... + nog 1 zusters en 8 jong overleden kinderen |  |  |  |  |  |  |  |  |  |  |  |  |  |  |  |  |  |  |  |  |  |  |  |  |  |  |  |  |  |  |  |  |  |  |  |  |  |  |  |  |  |  |  |  |  |  |  |  |